# Teresa (1989)
Teresa é uma telenovela mexicana produzida por Lucy Orozco e exibida pela Televisa e exibida pelo Canal de las Estrellas, entre 7 de agosto de 1989 e 26 de janeiro de 1990, substituindo Luz y sombra e sendo substituída por Yo compro esa mujer. Inicialmente era exibida às 19h, mas a partir de 25 de setembro de 1989, foi remanejada para às 21h, trocando de horário com a novela Morir para vivir.
Baseada no original de Mimí Bechelani, foi adaptada por Francisco Sánchez.
Foi protagonizada antagonicamente por Salma Hayek junto com Rafael Rojas, Daniel Gimenez Cacho e Miguel Pizarro.

## Produção
Lucy Orozco foi recomendada para produzir esta versão da novela que, aparentemente, não parecia ter problemas internos como, de fato, teve.
Lucy não estava gostando da maneira que estavam escrevendo a trama. Depois de muitas reuniões com o Departamento Literário da Televisa, Lucy tomou uma decisão fora dos padrões da empresa: dispensou a experiente autora Marissa Garrido e contratou Francisco Sánchez, que era um simples roteirista de cinema, vide que Lucy era desse ramo.
A escolha do elenco também não foi nada fácil. Nem mesmo o vice-presidente de operações da Televisa, Víctor Hugo O'Farrill, estava de acordo com a escolhida de Lucy Orozco, Salma Hayek. Todos pensaram que a trama nem iria sair do papel. Mas Lucy conseguiu convencer os executivos da Televisa de que Salma era a protagonista ideal.

## Sinopse
Teresa é uma jovem bonita e inteligente, que procura desesperadamente sair da pobreza opressiva do bairro onde ele mora. Ressentida com a vida miserável que levou sua irmã, planeja usar sua beleza e inteligência como uma forma de entrar nesse mundo que ela ama, e assim poder pertencer ao luxo. Para isso, faz com que sua companheira de estudos, Aurora, entre em seu círculo de amizades. Ali ela conhecerá Raul, primo de Aurora. Ele é um jovem milionário, porém neurótico e com tendências suicidas. Teresa se aproxima do jovem se fingindo de rica, e usa sua beleza para seduzi-lo, fazendo-o ficar encantado por ela. Após um tempo, Raul descobre que Teresa estava mentindo sobre sua condição social, mas como está completamente obcecado por ela, ele a perdoa. Os pais de Teresa aceitam o romance da filha com Raul, justamente para o jovem não tentar tirar a própria vida. Ao longo da trama, Teresa percebe que a ambição e a mentira só lhe trouxeram tristeza e infelicidade.

## Elenco
- Salma Hayek - Teresa Martínez
- Rafael Rojas - Mario Castro
- Daniel Giménez Cacho - Héctor de la Barrera
- Miguel Pizarro - Raúl Solórzano
- Patricia Pereyra - Aurora Molina
- Patricia Reyes Spíndola - Josefina Martínez
- Claudio Brook - Don Fabián
- Mercedes Pascual - Enriqueta Martínez
- Alejandro Rábago - Armando Martínez
- Irma Dorantes - Juana
- Laura Almela - Luisa de la Barrera
- Rosa María Bianchi - Rosa Molina
- Héctor Gómez - Manuel Molina
- Nadia Haro Oliva - Eulalia Garay
- Omar Rodríguez - José Antonio Garay
- Marta Aura - Balbina
- Alfredo Sevilla - Ramón Castro
- Leonor Llausás - Gudelia
- Patricia Bernal - Esperanza
- David Ostrosky - Wilebaldo "Willy"
- Juan Carlos Bonet - José María
- Margarita Isabel - Marcela
- Araceli Aguilar - La Morena
- Jorge del Campo - Dr. Domingo Sánchez
- Antonio Escobar - Delfino
- Dora Cordero - Ceferina
- Jair De Rubín - Chamuco
- Germán Novoa - Monje
- Oscar Vallejo - Peluche
- Astrid Hadad - Margarita
- Amparo Garrido - Mariana
- Mario Iván Martínez - Sigfrido
- Rosa Elena Díaz - Lucha

## Outras Versões

### Televisão
- Em 1959 foi levada a tv a história original de Teresa, protagonizada por Maricruz Olivier e Luis Beristáin.[1]

- Em 1965, uma versão foi feita, desta fez por Mimí Bechelani para o Brasil e foi exibida pela TV Tupi, sendo protagonizada por Geórgia Gomide e Walmor Chagas.[2]

- Em 1967 foi exibida El 4º Mandamiento produção de Valentín Pimstein e foi protagonizada por Pituka de Foronda e Guillermo Zetina.

- Em 2010, o produtor José Alberto Castro realizou um remake desta telenovela com o mesmo nome de Teresa, e foi protagonizada por Angelique Boyer, Sebastián Rulli, Ana Brenda Contreras e Aarón Díaz.

### Cinema
Em 1961, a história de Mimí Bechelani foi adaptada pelo roteirista Edmundo Báez e trouxe Maricruz Olivier como Teresa novamente. O filme foi dirigido por Alfredo B. Crevenna e conservou grande parte do elenco original da telenovela como Alicia Montoya, Beatriz Aguirre, Luis Beristáin e José Luis Jiménez.